# Валиці
Валиці (словац. Valice, угор. Alsóvály) — село, громада в окрузі Рімавска Собота, Банськобистрицький край, Словаччина. Кадастрова площа громади — 5,34 км². Населення — 315 осіб (за оцінкою на 31 грудня 2017 р.).
Перша згадка 1247 року.

## Географія
Протікає річка Калоша.

## Населення
| Рік:            | 1994. | 2004.   | 2014.   | 2024.   |
| --------------- | ----- | ------- | ------- | ------- |
| Кількість осіб: | 331   | 310     | 322     | 335     |
| Різниця:        |       | -6,34 % | +3,87 % | +4,03 % |

| Рік:            | 2023. | 2024.   |
| --------------- | ----- | ------- |
| Кількість осіб: | 324   | 335     |
| Різниця:        |       | +3,39 % |

## Транспорт
Автошлях 2761 (Cesty III. triedy). 